# ランス・アダムス症候群
ランス・アダムス症候群（ランス・アダムスしょうこうぐん、英: Lance-Adams syndrome、LAS）とは、呼吸停止、気道閉塞、心停止などによる低酸素脳症の後遺症として、低酸素脳症発症後、数日もしくは数週間で皮質の興奮性亢進に伴う動作性ミオクローヌスを呈する病態のこと。1963年にジェームズ・ランスとレイモンド・アダムスにより初めて報告された。

## 概要
窒息や心肺停止などによる脳の低酸素障害の後遺症として動作時ミオクローヌスを呈する疾患である。安静臥位では出現しないが、立位をとらせたり、開口、舌の突出、上肢の挙上などの動作で誘発される非周期性、非律動性の筋収縮である。意図や企図動作、緊張するなどの心身の不安により増悪する。

## 病理
低酸素脳症による大脳基底核病変により出現する。

## 治療
治療薬としてはセロトニンとGABAA受容体の増強作用があるクロナゼパムやバルプロ酸が広く用いられている。クロナゼパム、バルプロ酸が無効であった症例に対し、レベチラセタムが有効であったと報告がされている。他にピラセタムが有効性を示したという報告がされている。
薬物療法以外の治療法としては、2015年に富山大学医学部脳神経外科のチームが両側淡蒼球に対する深部脳刺激療法にて著効を示した症例を報告している。2023年にはパリ脳研究所のグループが、電気けいれん療法で軽快した1例を報告、著者らはランス・アダムス症候群を電気けいれん療法で軽快させた初の事例だとしている。

### ペランパネル
2017年ごろからペランパネルが有効であるとの報告が集まってきており、完治例も報告されている。
2021年4月に京都大学のグループが気管支喘息発作により低酸素脳症になりランス・アダムス症候群になったケースに対し発症11年経過後に、2022年3月には北里大学のグループが縊首後ランス・アダムス症候群になったケースに対して発症1年6ヵ月経過後に、それぞれペランパネルを投与し、動作性ミオクローヌスが有意に改善し、立位保持が可能となった症例を報告する等、慢性期の症例に対しても改善が認められたとする症例の報告が増えている。